# Petasobathra sirina
Petasobathra sirina är en fjärilsart som beskrevs av Edward Meyrick 1915.
Petasobathra sirina ingår i släktet Petasobathra och familjen rullvingemalar. Inga underarter finns listade i Catalogue of Life.